# Calle Mesón de la Estrella
La Calle Mesón de la Estrella es una calle del centro histórico de la ciudad del Cusco, Perú. Desde 1972 la vía forma parte de la Zona Monumental del Cusco declarada como Monumento Histórico del Perú. Asimismo, en 1983 al ser parte del casco histórico de la ciudad del Cusco, forma parte de la zona central declarada por la UNESCO como Patrimonio Cultural de la Humanidad. y en el 2014, al formar parte de la red vial del Tawantinsuyo volvió a ser declarada como patrimonio de la humanidad.

## Toponimia
Anteriormente era conocida como Calle del Tambo debido a un tambo conocido como Ccusilluchayoc (por una piedra que había en el dintel y que presentaba la figura de un mono). Ese local era regentado por un panadero de nombre Pablo Mesones a mediados del siglo XVI.El panadero colgó de la puerta de su tambo una farola en forma de estrella, hecha con carrizos, forrada con papel e iluminada por dentro con una porción de cabos de velas encendidas, la cual posteriormente adquirió el nombre de "Tambo del Mesón" y luego se adaptó a "Mesón de la Estrella".

## Historia
Durante el incanato, antes de la llegada de los españoles al Cusco, este espacio no era una vía sino que correspondía a un tambo donde se almacenaban alimentos, armas y vestimentas. Durante la época colonial, el Cabildo del Cusco encargó el 23 de enero de 1551 al procurador Gonzalo Soto que elaborara un informe sobre el pedido de Hernán Gómez para ensanchar una calle recta que iba a su casa. El 16 de marzo de 1545, el Cabildo decide abrir la calle que estaba a espaldas de la casa de Antón Ruíz Guevara “en toda su extensión hasta que salga por las chacras, pasando por unas casas que fueron de Juan Julio Ojeda”. Por la ubicación de los solares de Alonso del Toro y de Juan Julio Ojeda podría deducirse que esta calle es la actual Mesón de la Estrella. 
La estructura urbana que presentaba esta vía no debió de ser alterada hasta el siglo XX que esta arteria, como muchas otras de la ciudad, comienza con su nivelación, pavimentación y empedrado. En 1933 se inicia con la documentación relativa para el funcionamiento de uno de los cinemas de la ciudad, el "Italia” que posteriormente tomó el nombre de "Cine Teatro Colón" y que, tras ser abandonado a fines del siglo XX, pasó a albergar el Teatro Municipal del Cusco. La portada que sirvió de ingreso a los cines y al actual teatro fue la antigua portada del Hospital Colonial de San Andrés que existió en el siglo XVII y que rescatada y trasladada a esa ubicación desde el solar original del antiguo hospital ubicado más al sureste en la calle San Andrés.

#### Libros y publicaciones
- Angles Vargas, Víctor (1983). Historia del Cusco (Cusco Colonial) Tomo II Libro Segundo. Lima: Industrialgráfica S.A.

- Datos: Q124934582
- Multimedia: Calle Mesón de la Estrella / Q124934582